# Rainbow (canção de Sia)
"Rainbow" é uma canção de Sia, lançada em 15 de setembro de 2017 como single principal da trilha sonora do filme My Little Pony: The Movie. No filme, a música é interpretada por um pônei chamado de Songbird Serenade, dublada pela cantora.

## Vídeo musical
O vídeo musical de "Rainbow" foi lançado em 19 de setembro de 2017. O vídeo foi dirigido por Daniel Askill e apresenta Maddie Ziegler, com coreografia de Ryan Heffington. O vídeo exibe Songbird Serenade se apresentando para uma multidão enquanto paralelamente Ziegler dança sozinha em um palco coberto por uma fina camada de água, usando uma peruca semelhante ao cabelo de Serenade.

## Faixas
1. "Rainbow" – 3:17

## Recepção
Brian Rolli da Billboard chamou a canção de "edificante", dizendo: "A estrela pop australiana evita as acrobacias vocais de sucessos passados como 'Chandelier' em favor de um gancho retido e batimento hipnótico, enquanto ainda soa tão poderosa e inspirada como sempre. Ela mantém o espírito equívoco e otimista que eleva suas melhores canções, cantando: 'Posso ver um arco-íris nas lágrimas quando o sol sair'". Hilary Hughes da MTV disse: "'Rainbow' tem todas as características de um single estelar de Sia: Mensagem capacitada, tempo de condução, e uma melodia infecciosamente cativante." Gabriella Ginsberg da Hollywood Life disse que a música é "simplesmente linda".